# Castejón de las Armas
Castejón de las Armas là một đô thị ở tỉnh Zaragoza, Aragon, Tây Ban Nha. Theo điều tra dân số 2004 của Viện thống kê Tây Ban Nha (INE), đô thị này có dân số là 99 người. Diện tích đô thị này là 16 ki-lô-mét vuông.

## Biến động dân số
| 1991 | 1996 | 2001 | 2004 |
| ---- | ---- | ---- | ---- |
| 155  | 154  | 117  | 99   |